# Inìsero Cremaschi
Inìsero Cremaschi (geboren am 16. Dezember 1928 in Fontanellato, Emilia-Romagna; gestorben am 26. oder 27. April 2014 in Chiari, Lombardei) war ein italienischer Schriftsteller, Science-Fiction-Autor, Drehbuchautor und Literaturkritiker.

## Leben
Cremaschi arbeitete zehn Jahre lang als Drehbuchautor und Diskjockey für den italienischen Rundfunk. Mitte der 1950er Jahre veröffentlichte er erste Gedichtbände, erste Romane erschienen in den 1960er Jahren. Durch seine über 300 Kurzgeschichten, seine SF-Romane und die von ihm herausgegebenen Buchreihen und Anthologien gilt er als ein Wegbereiter der italienischen Science-Fiction.
Er war verheiratet mit der Science-Fiction-Autorin Gilda Musa, mit der zusammen er Dossier extraterrestri (1968) und Le grotte di Marte (1974) schrieb. Nach deren Tod 1999 war er in zweiter Ehe mit der Malerin und Dichterin Elisa Clerici verheiratet. 2014 starb er im Krankenhaus in Chiari, nahe seinem langjährigen Wohnort in Palazzolo sull’Oglio.

## Werke
Romane
- Pagato per tacere (1962)
- A scopo di lucro  (1965)
- Cuoio nero (1970)
- Le mangiatrici di ice-cream (1973)
- mit Gilda Musa: Dossier extraterrestri (1968)
- Il mite ribelle (1984)

Gesammelte Erzählungen
- A scopo di lucro (1965)
- Il mite ribelle (1967)
- Cuoio Nero (1970)
- Le cattedrali (1997)
- Giocattoli (1998)
- Il cielo di Teodolinda (2002)
- Futuro (1979)

Kurzgeschichten (Auswahl)
- Un planeta disordinato (1963)
  - Deutsch: Ein unordentlicher Planet. In: Wolfgang Jeschke (Hrsg.): Die Gebeine des Bertrand Russell. Heyne SF&F #4057, 1984, ISBN 3-453-31000-4.
- Nemico naturale (1963)
- Il quinto punto cardinale (1964)
- Il cervello programmatore (1964)
  - Deutsch: Durchprogrammiert. In: Wolfgang Jeschke (Hrsg.): Lenins Zahn und Stalins Tränen. Heyne SF&F #5055, 1994, ISBN 3-453-06627-8.
- Strip elletorale (1973)
- Le mostricida (1983)
  - Deutsch: Der Monstermörder. In: Wolfgang Jeschke (Hrsg.): L wie Liquidator. Heyne SF&F #4410, 1987, ISBN 3-453-00419-1.

Gedichtbände
- L'Annuncio (1956)
- Cento cavalli grigi (1958)
- Il giudizio (1959)
- Poesie cortesi e scortesi (2004)
- Poesie in regalo (2005)
- Poesie pubbliche e private (2006)
- Poesie nate in un computer (2009)
- Poesie di giradino e di terra (2011)
- Poesie in vendita (2012)

Jugendbücher
- mit Gilda Musa: Le grotte di Marte (1974)
- La figlia di Gengis Khan (1979)
- Zoo in soffitta (1991)
- La regina dei prati (1993)

Herausgeber
- Anthologie junger italienischer Dichtung (1961)
- Zoo-fantascienza  (1973)
- Universo e dintorni (1978)
- Futuro (1978)
- Cosa leggere di fantascienza (1979)